# 張弘範
張 弘範（ちょう こうはん、太宗10年（1238年） - 至元17年1月10日（1280年2月11日））は、モンゴル帝国に仕えた漢人将軍の一人。字は仲疇。
保定の大軍閥（漢人世侯）であった張柔の息子の一人で、崖山の戦いに代表される、南宋残党の平定戦で活躍したことで知られる。

## 概要

### 生い立ち
張弘範は張柔の九男で、軍事のみならず歌詩も得意とする文武両道の人物として知られていた。中統年間初め（1260年代初頭）に御用局総管の地位を授かり、中統3年（1262年）には行軍総管の地位を得て父の張柔とともに李璮の乱討伐に派遣された。この時、張柔は危険な戦場を避けることなく、武功を挙げるよう励めと張弘範を戒めたとされる。李璮の拠る済南城の西に布陣した張弘範の下にはほとんど攻撃がなかったが、張弘範は虚を突いての奇襲を狙っているのだろうと推察し、長塁と濠を築いてその内に兵を潜ませた。果たして李璮軍の奇襲が始まると、李璮軍は隠されていた濠に多くの者が落ちてしまい、更に濠を乗り越えてきた兵たちもほとんどが伏兵によって討たれた、賊将2名が捕虜となった。この功績を聞き、張柔は「真に我が子である」と称えたという。7月に済南城が陥落し李璮が処刑されたことで叛乱は終結したが、クビライ政権は強大な軍事力を有する漢人世侯の権限を弱めることを決めていた。そこで、朝廷は兵・民権を「大藩の子弟｣が占めることを禁止することを布告し、これに従って張家では張弘略のみが万戸の地位を保ち、張弘範は官位を失うことになった。
至元元年（1264年）、張弘略が宿衛（ケシク）に入ることになったため、代わりに順天路を管轄させるために張弘範が選ばれて順天路管民総管の地位を授けられた。至元2年（1265年）には大名路に移ったが、大雨のために倉庫が水に浸かってしまったため、張弘範は独断で租税を減免した。後に朝廷がこれを問題視して張弘範を召喚したところ、張弘範は厳しく税を取り立てて民が死に絶えてしまえば、明年に租税を徴収することはできない｡ これからも安定して税収を得るためにしたことだ、と説明したためクビライは納得し許されたという。

### 南宋攻略
至元6年（1269年）、南宋領の襄陽攻めのために各地の兵が集められると、張弘範は益都淄萊等路行軍万戸の地位を授けられてかつて李璮の配下にあった兵を率いるよう命じられた。李璮によって教練を受けた軍団は勇敢ではあるが制し難いと評されていたため、特に張弘範が指揮官に任命されたのだと伝えられている。襄陽包囲戦では鹿門堡を守り、南宋軍の兵站を絶ち、かつ郢州からの援軍を防ぐ事を任務とした。しかし張弘範は南宋軍が水軍によって兵站を保っていること、これを防ぐために万山に城を築くべきであることを進言し、この進言が採用されて張弘範は万山に1千の兵を率いて駐屯することになった。万山での築城が終わった頃に南宋軍が来襲すると、配下の将兵は兵力不足から籠城して戦うべきであると述べたが、張弘範は敢えて城外での決戦を挑んだ。張弘範は「吾が太鼓を鳴らしたら進軍せよ。鳴らない内は動くな」と命じて南宋軍の接近を待ち、南宋軍の陣形が伸びきったところで太鼓を鳴らし総攻撃を仕掛けたところ、モンゴル軍は大勝利を収めて南宋軍は潰走した。
至元8年（1271年）、一字城を築いて襄陽城を包囲し、更に樊城の外郭を破壊した。至元9年（1272年）の樊城攻めでは肘に流れ矢が当たるほどの激戦となったため、張弘範は水陸双方から樊城を攻めることを進言した。翌日、張弘範は再び精鋭を率いて城壁を登って遂に樊城を陥落させ、更にこれに連鎖して襄陽城も陥落したことにより、一連の戦功を賞して錦衣・白金・宝鞍が下賜された。
至元11年（1274年）からはバヤンを総司令とする南宋攻略に従軍し、張弘範は左翼軍に属して漢江を進み、郢西・武磯堡を攻略した。長江を渡って後は先鋒を務め、丁家洲における南宋主力軍との会戦（丁家洲の戦い）でも活躍し、南宋軍を潰走に追い込んだ。至元12年（1275年）5月、クビライはバヤンに対して敵を侮り軽進すべきではないと指示したが、張弘範は勝勢に乗じて進軍すべしと進言し、バヤンもこれに同意して江南への侵攻を続けた。
その後、張弘範は瓜州を拠点としたところ、揚州都統の姜才が攻撃をしかけてきた。張弘範は都元帥のアジュとともに出陣し、配下を率いて何度も突撃したが、なかなか南宋軍の陣は崩れなかった｡ 張弘範は一時退却したところで追撃してきた敵兵を討ち、これを契機に逆襲して遂に城門に至り、斬首1万余り、多数の溺死者を出す大勝利を得た｡ 南宋の将張世傑・孫虎臣らは水軍を率いて焦山にて決戦を挑んだが、張弘範は別動隊を率いて南宋軍の横を突き、これを潰走させることに成功した。張弘範は南宋軍を追撃して圌山の東に至り、戦艦80艘・捕虜1千を奪取することに成功した。これらの功績により張弘範は亳州万戸の地位を授けられ、またバアトルというモンゴル語称号を与えられた。
次に張弘範は中書左丞の董文炳とともにバヤンの本隊と合流し、南宋の首都の臨安に接近した。この時、張弘範が南宋朝廷とモンゴル軍の交渉を仲立ちしたと伝えられる。張弘範の尽力もあって南宋朝廷はモンゴル軍に降伏し、張弘範は至元13年（1276年）に台州で起こった叛乱の鎮圧に派遣された。至元14年（1277年）に南末遠征軍が北方に凱旋すると、張弘範もこれに従い功績によって鎮国上将軍・江東道宣慰使の地位を授けられた。

### 崖山の戦い
至元15年（1278年）、張弘範は広王昺（祥興帝）を擁して抵抗を続ける南宋残党の平定のため、蒙古漢軍都元帥に任じられた。当初、張弘範は漢人がモンゴル兵を率いた前例はないとしてモンゴル人指揮官に元帥の地位を譲ろうとしたが、クビライはかつて張柔によるモンゴル人将軍（チャガン）への進言が受け入れられなかったために南宋に城を奪われた故事を引き、過去の失敗の轍を踏まないために張弘範を任命するのだと説明し、張弘範も指揮官の地位を受け容れた。また、この時クビライは錦衣・玉帯を賜ろうとしたが張弘範はこれを断り、剣や甲冑を賜りたいと申し出た。そこでクビライは武器庫の中から自由に剣を選ばせ、「剣は汝の副である。命令に従わない者がいれば、これで以て処刑せよ」と張弘範に述べた。また、張弘範と同じく旧李配下の兵を率いる李恒が副官として推薦され、張弘範は李恒とともに出陣することになった。
張弘範らは揚州に至ると、配下の軍団を水陸に分けて進ませた。また、張弘範は弟の張弘正を先鋒に命じた上で「汝が驍勇であるが故に選んだのであって、私心から選んだわけではない。軍法は重く、我は私心からこれを曲げるようなことない。よく励め｣ と戒めたところ、張弘正は兄の教えをよく守り各地で勝利を収めた。漳州攻めではまず東・南・西門を攻め立て、南宋軍が油断したところで北門を破って城を陥落させたと伝えられる。これらの勝利によって沿海地域はほとんど平定され、抗戦を続けていた文天祥もこの頃捕らえられている。
至元16年（1279年）正月2日（癸未）、張弘範らは潮陽港から出港して甲子門に至り、南宋側の斥候の劉青・顧凱らを捕らえることで祥興帝の所在を知った。13日（辛酉）、崖山にて南宋残党軍を補足すると、崖山の東から回り込むことで南宋軍に接近し、更に別動隊によってその退路を防いだ。南末側の張世傑はもともとモンゴルに仕えていた人物で、その甥が張弘範の配下にいたこともあり三度投降を勧めたが、張世傑は尽く拒否した。26日（甲戌）、李恒が広州から崖山に至り、張弘範は戦艦2艘を授けて北側を守らせた。
2月6日（癸未）、戦闘に先立って大砲を使うべきである、との進言がなされたが、張弘範は万一舟に火が移れば戦いにならないと述べてこれを退けた。そして翌日、モンゴル軍は4部隊に分かれて東・南・北より南宋軍に接近し、張弘範は全軍に「南宋軍は必ず潮の流れを得て東側に逃げようとする。急ぎこれを攻め立て、逃れさせるな。命令に背く者は斬る」と命じた。戦闘が始まると、まず李恒率いる北面軍が攻撃を仕掛けたが、南宋軍を崩すことができず一時撤退した。そこで今度は張弘範自ら率いる船団が南宋軍に接近を始め、他の部隊もこれに続いた。張弘範は将兵に船上で楯を負って伏せるよう命じ、船が十分に近づいたところで攻撃を開始した。張弘範の船団が敵の舟7艘を破ったことで遂に南宋軍は潰走し、敗北を悟った南宋残党の首魁は王とともに入水したため、ここに南宋は名実ともに滅亡することとなった。張世傑のみは逃れて交趾（ヴェトナム）に向かったため李恒が追撃したものの、強風で舟が壊れた後~で亡くなった。その他の南宋残党は皆降伏し、長江以南の旧南宋領は尽く平定されたため、張弘範は崖山にこれを紀念する碑文を残したという。

### 晩年
同年10月に張弘範は北方に帰還して入朝し、朝廷は内殿で宴を開いて張弘範を厚く慰労した。しかし、それから間もなく張弘範は病にかかり、クビライが医師や薬を手配するも病状は改善しなかった。いよいよ病が重くなると、張弘範は沐浴して衣冠を整えた上でクビライに拝礼し、退座した後は親しい者と酒を飲みながら別れを告げた。最後はクビライから下賜された剣と甲冑を息子の張珪に与えて「汝の父はこれ（剣と甲冑）で以て功績を立ててきた。汝もこれを佩服し忘れることがないように」と述べ、言い終わると同時に端座しそのまま亡くなったという。享年は43歳であった。

## 順天張氏
|  |  |        |        |        |        |        |        |  |  |        |        |        |        |        |        |        |        |        |        |        |        | 張柔   |        |        |        |        |        |        |        |        |        |        |        |        |        |        |        |        |        |        |        |        |        |        |        |        |        |        |        |  |  |  |  |  |  |  |  |  |  |  |  |  |  |  |  |  |  |  |  |  |  |  |  |  |  |  |  |  |  |  |  |  |  |
|  |  |        |        |        |        |        |        |  |  |        |        |        |        |        |        |        |        |        |        |        |        |        |        |        |        |        |        |        |        |        |        |        |        |        |        |        |        |        |        |        |        |        |        |        |        |        |        |        |        |  |  |  |  |  |  |  |  |  |  |  |  |  |  |  |  |  |  |  |  |  |  |  |  |  |  |  |  |  |  |  |  |  |  |
|  |  |        |        |        |        |        |        |  |  |        |        |        |        |        |        |        |        |        |        |        |        |        |        |        |        |        |        |        |        |        |        |        |        |        |        |        |        |        |        |        |        |        |        |        |        |        |        |        |        |  |  |  |  |  |  |  |  |  |  |  |  |  |  |  |  |  |  |  |  |  |  |  |  |  |  |  |  |  |  |  |  |  |  |
|  |  | 張弘基 | 張弘基 | 張弘基 | 張弘基 | 張弘基 | 張弘基 |  |  | 張弘正 | 張弘正 | 張弘正 | 張弘正 | 張弘正 | 張弘正 |        |        | 張弘彦 | 張弘彦 | 張弘彦 | 張弘彦 | 張弘彦 | 張弘彦 |        |        | 張弘規 | 張弘規 | 張弘規 | 張弘規 | 張弘規 | 張弘規 |        |        | 張弘略 | 張弘略 | 張弘略 | 張弘略 | 張弘略 | 張弘略 |        |        | 張弘範 | 張弘範 | 張弘範 | 張弘範 | 張弘範 | 張弘範 |        |        |  |  |  |  |  |  |  |  |  |  |  |  |  |  |  |  |  |  |  |  |  |  |  |  |  |  |  |  |  |  |  |  |  |  |
|  |  | 張弘基 | 張弘基 | 張弘基 | 張弘基 | 張弘基 | 張弘基 |  |  | 張弘正 | 張弘正 | 張弘正 | 張弘正 | 張弘正 | 張弘正 |        |        | 張弘彦 | 張弘彦 | 張弘彦 | 張弘彦 | 張弘彦 | 張弘彦 |        |        | 張弘規 | 張弘規 | 張弘規 | 張弘規 | 張弘規 | 張弘規 |        |        | 張弘略 | 張弘略 | 張弘略 | 張弘略 | 張弘略 | 張弘略 |        |        | 張弘範 | 張弘範 | 張弘範 | 張弘範 | 張弘範 | 張弘範 |        |        |  |  |  |  |  |  |  |  |  |  |  |  |  |  |  |  |  |  |  |  |  |  |  |  |  |  |  |  |  |  |  |  |  |  |
|  |  |        |        |        |        |        |        |  |  |        |        |        |        |        |        |        |        |        |        |        |        |        |        |        |        |        |        |        |        |        |        |        |        |        |        |        |        |        |        |        |        |        |        |        |        |        |        |        |        |  |  |  |  |  |  |  |  |  |  |  |  |  |  |  |  |  |  |  |  |  |  |  |  |  |  |  |  |  |  |  |  |  |  |
|  |  |        |        |        |        |        |        |  |  |        |        |        |        |        |        |        |        | 張玠   | 張玠   | 張玠   | 張玠   | 張玠   | 張玠   |        |        | 張瑾   | 張瑾   | 張瑾   | 張瑾   | 張瑾   | 張瑾   |        |        | 張琰   | 張琰   | 張琰   | 張琰   | 張琰   | 張琰   |        |        | 張珪   | 張珪   | 張珪   | 張珪   | 張珪   | 張珪   |        |        |  |  |  |  |  |  |  |  |  |  |  |  |  |  |  |  |  |  |  |  |  |  |  |  |  |  |  |  |  |  |  |  |  |  |
|  |  |        |        |        |        |        |        |  |  |        |        |        |        |        |        |        |        | 張玠   | 張玠   | 張玠   | 張玠   | 張玠   | 張玠   |        |        | 張瑾   | 張瑾   | 張瑾   | 張瑾   | 張瑾   | 張瑾   |        |        | 張琰   | 張琰   | 張琰   | 張琰   | 張琰   | 張琰   |        |        | 張珪   | 張珪   | 張珪   | 張珪   | 張珪   | 張珪   |        |        |  |  |  |  |  |  |  |  |  |  |  |  |  |  |  |  |  |  |  |  |  |  |  |  |  |  |  |  |  |  |  |  |  |  |
|  |  |        |        |        |        |        |        |  |  |        |        |        |        |        |        |        |        |        |        |        |        |        |        |        |        |        |        |        |        |        |        |        |        |        |        |        |        |        |        |        |        |        |        |        |        |        |        |        |        |  |  |  |  |  |  |  |  |  |  |  |  |  |  |  |  |  |  |  |  |  |  |  |  |  |  |  |  |  |  |  |  |  |  |
|  |  |        |        |        |        |        |        |  |  |        |        | 張景武 | 張景武 | 張景武 | 張景武 | 張景武 | 張景武 |        |        | 張景魯 | 張景魯 | 張景魯 | 張景魯 | 張景魯 | 張景魯 |        |        | 張景哲 | 張景哲 | 張景哲 | 張景哲 | 張景哲 | 張景哲 |        |        | 張景元 | 張景元 | 張景元 | 張景元 | 張景元 | 張景元 |        |        | 張景丞 | 張景丞 | 張景丞 | 張景丞 | 張景丞 | 張景丞 |  |  |  |  |  |  |  |  |  |  |  |  |  |  |  |  |  |  |  |  |  |  |  |  |  |  |  |  |  |  |  |  |  |  |